# (3587) Descartes
(3587) Descartes (1981 RK5) – planetoida z grupy pasa głównego asteroid okrążająca Słońce w ciągu 4,45 lat w średniej odległości 2,71 j.a. Odkryła ją Ludmiła Żurawlowa 8 września 1981 roku.